# نموذج رامسي – كاس – كوبمانز
يعدّ نموذج رامسي - كاس - كوبمانز، أو نموذج نمو رامسي، نموذجًا نيوكلاسيكيًا للنمو الاقتصادي، يعتمد بشكل أساسي على عمل فرانك بي رامسي، مع توسعات مهمة قام بها ديفيد كاس وتجالينغ كوبمانز. يختلف نموذج رامسي – كاس - كوبمانز عن نموذج سولو – سوان في أن خيار الاستهلاك يكون مرتكزًا على الاقتصاد الجزئي بشكل صريح في وقت من الأوقات، وبالتالي يولد ذاتيًا معدل الادخار. نتيجة لذلك، وعلى عكس نموذج سولو – سوان، قد لا يكون معدل الادخار ثابتًا على طول مرحلة الانتقال إلى حالة الاستقرار طويل الأمد. هناك أثر آخر للنموذج وهو أن النتيجة تتميز بالأمثولية الباريتية أو الفعالية الباريتية.
حدد رامسي في الأساس النموذج باعتباره المشكلة المركزية لواضع الخطط لزيادة مستويات الاستهلاك إلى أقصى حد عبر الأجيال المتعاقبة. لم يعتمد كاس وكوبمانز نموذجًا كوصف للاقتصاد الديناميكي اللامركزي إلا في وقت لاحق. يهدف نموذج رامسي – كاس - كوبمانز فقط إلى تفسير النمو الاقتصادي على المدى الطويل بدل تقلبات دورة الأعمال، ولا يتضمن أي مصادر للاضطرابات مثل عيوب السوق أو عدم التجانس بين الأسر أو الصدمات الخارجية. بالتالي، وسّع الباحثون اللاحقون النموذج، ما سمح بصدمات المشتريات الحكومية والتغيرات في التوظيف وغيرها من مصادر الاضطرابات، والتي تعرف باسم نظرية دورة الأعمال الحقيقية.

## تاريخه
أعاد سبير ويونغ فحص تاريخ النمو الأمثل خلال خمسينيات وستينيات القرن الماضي، وركّزوا بشكل جزئي على صحة التطور المتزامن والمستقل المزعوم في كل من كتاب كاس الذي يحمل عنوان «النمو الأمثل في نموذج تجميعي لتراكم رأس المال» المنشور عام 1965، كما في كتاب تجالينغ كوبمانز بعنوان «حول مفهوم النمو الاقتصادي الأمثل»، المنشور في عام 1965.
طوال حياتهم، لم يقترح أي من كاس أو كوبمانز على الإطلاق أنه في نتائجهم التي تميز النمو الأمثل في نموذج النمو المستمر لقطاع واحد، لم تعنِ عبارة «مستمر» سوى «متزامن ومستقل». لم تصبح قضية الأولوية مادة للنقاش إلا عندما استشهد كوبمانز في النسخة المنشورة من عمله بفصلٍ من أطروحة كاس والتي أصبحت فيما بعد ورقة «آر إي إس». ذكر كوبمانز في ورقته في حاشية النص، أن كاس توصل بشكلٍ مستقل وبظروف مشابهة لتلك التي وجدها كوبمانز، وأن كاس يعتبر أيضًا أن الحالة المحددة هي الحالة التي ينخفض فيها معدل الخصم إلى الصفر في ورقته. من جانبه، يلاحظ كاس أنه «بعد اكتمال النسخة الأصلية من هذه الورقة، لفت انتباهنا تحليل مشابه جدًا أجراه كوبمانز. نستند إلى نتائجه في مناقشة الحالة المحددة، حيث يصل معدل الخصم الاجتماعي الفعال إلى الصفر». في المقابلة التي أعطاها كاس لمجلة ديناميكيات الاقتصاد الكلي، ينسب إلى كوبمانز بإشارته إلى عمل فرانك رامسي السابق، مدعيًا أنه كان محرجًا لأنه لم يكن يعرفه، لكنه لا يقول شيئًا لتبديد الادعاء الأساسي القائل إن عمله وعمل كوبمانز كانا مستقلين.
اعترض سبير ويونغ على هذا التاريخ، مستندين إلى نسخة تم تجاهلها سابقًا من ورقة كوبمانز، والتي كانت أساسًا للعرض الذي قدمه كوبمانز في مؤتمر عقدته الأكاديمية البابوية للعلوم في أكتوبر من العام 1963. ادعى كوبمانز وجود خطأ في ورقة مناقشة كاولز هذه. يدعي كوبمانز في نتيجته الرئيسية أن معادلات أويلر ضرورية وكافية لتوصيف المسارات المثلى في النموذج لأن أي حلول لمعادلات أويلر التي لا تتقارب مع الحالة المستقرة المثالية ستصل إما إلى استهلاك يبلغ صفرًا أو إلى رأس مال يبلغ صفرًا في وقت محدود.